# 蕭嘉祐
蕭嘉祐（14世紀—15世紀），廣東廣州府新會縣塘河人，明朝政治人物。

## 生平
蕭嘉祐是永樂六年（1408年）的舉人，赴禮部參加會試前獲黎貞送贈《構室說》，他拜而受教更加努力讀書，以「縱橫自用」為終身戒條，後授恭城知縣，任內處事公平、待人以信，瑤族人收到其招攬聞風而至，餘暇時和諸生講學，文風大振，在任內去世，縣民建祠祭祀他。

## 引用
1. 1 2  道光《新會縣志·卷八·人物上》：蕭嘉祐，塘河人，永樂六年舉人 王志 ，將赴禮部，秫坡黎貞作《構室說》贈之，嘉祐再拜受教，自是益學力養銳，堅忍其志，以縱橫自用為終身戒，後嘉祐任廣西恭城知縣，處事公平、待人以信，大得民心，雖山谷猺獞以片紙招之，聞風即至無敢後期者，政暇與諸生講學，士風大振，卒于官，民作祠祀之 廣州人物傳。
2. ↑  同治《廣西通志·卷二百四十六·宦績錄六》：蕭嘉祐，新會人，永樂間恭城知縣，推誠治民，民皆信之，雖山谷猺氓以片紙招之，依期而至無有後者，暇與諸生講學，士風丕振。